# Finnischer Fußballpokal 2011
Der Finnische Fußballpokal 2011 (finnisch Suomen Cup 2011) war die 57. Austragung des finnischen Pokalwettbewerbs. Er wurde vom finnischen Fußballverband ausgetragen. Das Finale fand am 24. September 2011 im Sonera Stadium von Helsinki statt.
Pokalsieger wurde Vorjahresfinalist HJK Helsinki. Das Team setzte sich im Finale gegen Kuopion PS nach Verlängerung durch. Da HJK auch die Meisterschaft gewann, nahm der unterlegene Finalist an der 2. Qualifikationsrunde der Europa League teil. Titelverteidiger Turku PS war in der 7. Runde gegen den FC Lahti ausgeschieden.
Alle Begegnungen wurden in einem Spiel ausgetragen. Bei unentschiedenem Ausgang wurde das Spiel um zweimal 15 Minuten verlängert. Stand danach kein Sieger fest, folgte ein Elfmeterschießen.

## Teilnehmende Teams
Die Teilnahme war freiwillig. Insgesamt 233 Mannschaften hatten für den Pokalwettbewerb gemeldet. In den ersten drei Runden traten Teams aus der Kolmonen (4. Liga) oder tiefer an. Die Mannschaften der zweiten und dritten Liga stiegen in der 4. Runde ein. 14 Mannschaften, die am Ligapokal 2011 teilnahmen (13 Erstligisten und der Meister der zweiten Liga) stiegen je nach Abschneiden in der 5., 6. oder 7. Runde ein.
| Runde         | Zugänge | Sieger der letzten Runde | Spiele / Sieger |
| ------------- | ------- | ------------------------ | --------------- |
| 1. Runde      | 1340    | –                        | 67              |
| 2. Runde      | 45      | 67                       | 56              |
| 3. Runde      | –       | 56                       | 28              |
| 4. Runde      | 40      | 28                       | 34              |
| 5. Runde      | 06      | 34                       | 20              |
| 6. Runde      | 04      | 20                       | 12              |
| 7. Runde      | 04      | 12                       | 08              |
| Viertelfinale | –       | 08                       | 04              |
| Halbfinale    | –       | 04                       | 02              |
| Finale        | –       | 02                       | 01              |
| Gesamt        | 2330    |                          | 2320            |

## 1. Runde
|                                 | Ergebnis              |                                  |
| ------------------------------- | --------------------- | -------------------------------- |
| FC A la Plancha Calamar         | 1:3                   | Pohjois-Haagan Urheilijat        |
| Helsingfors Idrottsvänner       | 0:7                   | IF Gnistan Ogeli                 |
| FC Kiffen 08 Helsinki-2         | 1:2                   | Herttoniemen Toverit             |
| Savannan Pallo-3                | 2:1                   | HJK Helsinki Junioren/Kannelmäki |
| FC Hieho                        | 2:3                   | Savannan Pallo                   |
| Pohjois-Haagan Urheilijat-2     | 2:4                   | Helsingin Ponnistus              |
| Helsingfors IFK-2               | 4:2                   | Pallo-Pojat Junioren/Akatemia    |
| HJK Helsinki Junioren/Laajasalo | 2:3                   | Suurmetsän Urheilijat            |
| FC Juhlahevoset                 | ?:? n. V. (4:5 i. E.) | FC Stallions Jakobstad           |
| Kaupinkallion Keila             | 1:7                   | HDS Helsinki                     |
| FC Brunnsparkens Bröder         | 0:4                   | Helsingin Kukkaislapset          |
| Pallo-Pojat Junioren            | 3:0                   | Karhupuiston Vartijat            |
| Malmin Palloseura/Old Stars     | ?:? n. V. (4:2 i. E.) | Töölön Taisto                    |
| Kurvin Vauhti                   | 1:4                   | Suurmetsän Urheilijat-2          |
| Pispalan Ponnistus -79          | 0:2                   | Nokian Palloseura                |
| FC Tampere                      | 1:2                   | Hämeenlinnan Härmä               |
| Tervakosken Pato                | 0:3                   | Tampereen Pallo-Veikot-2         |
| Pohjois Nokian Urheilijat BK    | 0:1                   | Ikurin Vire                      |
| Sääksjärven Loiske              | 2:3                   | Tampereen Peli-Toverit           |
| PP-70 Tampere                   | 2:0                   | Tampereen Kisa-Toverit           |
| Parolan Visa                    | ?:? n. V. (4:5 i. E.) | Nekalan Pallo                    |
| Ylämyllyn Yllätys               | 0:6                   | Joensuun Palloseura              |
| Toivalan Urheilijat             | 01:11                 | SC Kuopio Futis-98               |
| Manhattan Project Kuopio        | 1:4                   | Siilinjärven Palloseura          |
| Lehmon Pallo-77                 | 1:4                   | SC Zulimanit                     |
| FC Loviisa                      | 00:3 1                | Savonlinnan Työväen Palloseura   |
| FC Peltirumpu                   | ?:? n. V. (1:4 i. E.) | PEPO Lappeenranta                |
| FC Villisiat Elimäki            | 0:3                   | Voikkaan Pallo-Peikot            |
| Heinolan Palloilijat-47         | 3:0                   | Kultsu Joutseno                  |
| Kulennoisten Pallo              | 00:3 2                | Imatran Pallo-Salamat            |
| MyPassion FC                    | 1:9                   | Imatran Palloseura               |
| Liljendal Idrottsklub           | 0:9                   | Mikkelin Kissat                  |
| Popiniemen Ponnistus            | 0:3                   | Karhulan Peli-Karhut             |
| Kokkolan Palloveikot Akatemia   | 3:0                   | IFK Jakobstad                    |
| FC Sääripotku                   | 5:0                   | IFK Jakobstad-2                  |
| Oulaisten Huima                 | 00:3 3                | Kokkolan PS                      |
| IK Myran Nedervetil             | 4:1                   | Friska Viljor -47                |
| FC Kurd Jyväskylä               | 1:2                   | Karstulan Kiva                   |
| Palokan Riento                  | 2:4                   | Jämsänkosken Ilves               |
| Blue Eyes Jyväskylä             | 0:1                   | FC Jyväskylä Blackbird           |
| Suolahden Urho                  | 1:2                   | Blue Eyes Jyväskylä-3            |
| Pasmajärven Palloilijat         | 0:8                   | AC Kajaani                       |
| FC-88 Kemi                      | 2:2 n. V. (3:1 i. E.) | Kajaanin Haka                    |
| Toejoen Veikot                  | 2:1                   | Pormestarinluodon Salama         |
| Nakkilan Nasta                  | 3:2                   | Euran Pallo-2                    |
| Jyrkkälän Tykit                 | 3:0                   | Piikkiön Palloseura-2            |
| Kaarinan Palloseura             | 0:5                   | FC Boda Kemiönsaari              |
| Littoisten Työväen Urheilijat-2 | 0:4                   | Maskun Palloseura                |
| Piikkiön Palloseura             | 0:3                   | Turun Pallokerho                 |
| Salon Toverit                   | 2:1                   | Ruskon Pallo -67                 |
| Kaarinan Pojat                  | 4:2                   | Pargas IF                        |
| Riipilän Raketissa-2            | 0:4                   | AC Vantaa                        |
| Nummelan Palloseura-2           | 0:4                   | Ekenäs IF                        |
| Nastolan Nopsa                  | 1:3                   | Etelän-Espoon Pallo              |
| Naseva Nastola                  | 2:3                   | FC Espoo-2                       |
| Masalan Kisan                   | 1:4                   | Hyvinkään Palloseura             |
| Marmiksen Kuula                 | 0:1                   | Nurmijärven Jalkapalloseura      |
| Lahen Pojat JS                  | 3:0                   | Nouseva Laaka                    |
| Kyrkslätt IF/FC Kirkkonummi-2   | 0:9                   | Nummelan Palloseura              |
| Keravan Pallo-75/Salon Pojat    | 0:8                   | PK Keski-Uusimaa                 |
| SexyPöxyt                       | 2:0                   | Riihimäen Ilves                  |
| Riipilän Raketissa              | 5:2                   | IF Sibbo-Vargarna                |
| Salpausselän Reipas             | 1:2                   | Jalkapalloseura Stars Lahti      |
| Koivukylän Palloseura           | 0:2                   | Itä-Vantaan Urheilijat           |
| FC Kuffen                       | ?:? n. V. (4:5 i. E.) | Vasa IFK Utveckling              |
| Malax IF                        | 0:2                   | Lapuan Virkiä                    |
| Seinäjoen Sisu-Pallo            | 7:0                   | Black Islanders                  |

## 2. Runde
|                               | Ergebnis              |                                  |
| ----------------------------- | --------------------- | -------------------------------- |
| Helsingfors IFK-2             | ?:? n. V. (4:5 i. E.) | Helsingin Ponnistus              |
| Suurmetsän Urheilijat         | 2:1                   | Savannan Pallo-3                 |
| Pohjois-Haagan Urheilijat-4   | 0:6                   | HDS Helsinki                     |
| Helsingin Palloseura          | 5:2                   | FC Degis Helsinki                |
| Helsingin Palloseura-2        | 0:3                   | Pallo-Pojat Junioren             |
| Suurmetsän Urheilijat         | 2:1                   | IF Gnistan Roots                 |
| Atletico Malmi                | 3:2                   | Savannan Pallo                   |
| Savannan Pallo-2              | 2:0                   | FC Puotila                       |
| Helsingin Kukkaislapset       | 1:5                   | Pajamäen Pallo-Veikot            |
| Malmin Palloseura/Old Stars   | 01:10                 | PK-35 Vantaa                     |
| Töölön Vesa                   | 0:5                   | Pohjois-Haagan Urheilijat        |
| IF Gnistan Ogeli              | 0:3                   | Herttoniemen Toverit             |
| Pohjois-Haagan Urheilijat-3   | 4:1                   | Pajamäen Pallo-Veikot-2          |
| IF Gnistan-2                  | 8:1                   | FC Stallions Jakobstad           |
| PP-70 Tampere                 | 2:2 n. V. (1:4 i. E.) | Tampereen Peli-Toverit           |
| Nekalan Pallo                 | 0:7                   | Nokian Palloseura                |
| Ikurin Vire                   | 0:6                   | Hämeenlinnan Härmä               |
| Lempäälän Kisa-Futis          | 0:4                   | Tampereen Pallo-Veikot-2         |
| SC Kuopio Futis-98            | 2:0                   | Joensuun Palloseura              |
| Urheiluseura Skädäm           | 0:1                   | SC Zulimanit                     |
| Joensuun Palloseura-2         | 1:2                   | Siilinjärven Palloseura          |
| Heinolan Palloilijat-47       | ?:? n. V. (3:5 i. E.) | Savonlinnan Työväen Palloseura-2 |
| Virkkalan Kiri                | ?:? n. V. (3:2 i. E.) | Purha Inkeroinen                 |
| Haminan Pallo-Kissat          | 0:1                   | PEPO Lappeenranta                |
| Imatran Pallo-Salamat         | 2:1                   | Imatran Palloseura               |
| Voikkaan Pallo-Peikot         | ?:? n. V. (3:5 i. E.) | Savonlinnan Työväen Palloseura   |
| Karhulan Peli-Karhut-2        | 2:0                   | Karhulan Pojat                   |
| Voikkaan Potkupallo Kerho     | ?:? n. V. (7:6 i. E.) | Valkealan Kajo                   |
| Karhulan Peli-Karhut          | 0:2                   | Mikkelin Kissat                  |
| Kokkolan Palloveikot Akatemia | 2:0                   | Gamlakarleby BK-2                |
| IK Myran Nedervetil           | 1:2                   | Kokkolan PS                      |
| FC Sääripotku                 | 0:3                   | Oulun Reipas                     |
| Jyväskylän Seudun PS          | 5:1                   | FC Jyväskylä Blackbird           |
| Karstulan Kiva                | 4:1                   | Blue Eyes Jyväskylä-3            |
| Blue Eyes Jyväskylä-2         | 0:9                   | Jämsänkosken Ilves               |
| Ylöjärven Pallo-2             | 00:3 1                | AC Kajaani                       |
| FC-88 Kemi                    | 4:0                   | Spartak Kajaani                  |
| Luvian Veto                   | 0:4                   | Toejoen Veikot                   |
| Euran Pallo                   | 8:0                   | Nakkilan Nasta                   |
| Paimion Haka                  | 01:10                 | Maskun Palloseura                |
| Kaarinan Pojat                | 3:0                   | Turun Pallokerho                 |
| Jyrkkälän Tykit               | 2:0                   | FC Boda Kemiönsaari              |
| Salon Toverit                 | 0:1                   | Naantalin VG-62                  |
| SexyPöxyt Espoo               | 2:0                   | Jalkapalloseura Stars Lahti      |
| Biisonit Karjalohja           | 0:1                   | Riipilän Raketissa               |
| Haukilahden Pallo             | 0:4                   | Lahen Pojat JS                   |
| Hyvinkään Apollo              | 6:1                   | Haukilahden Pallo-3              |
| BK-46 Karis Nk2               | ?:? n. V. (2:1 i. E.) | Grankulla IFK-2                  |
| Itä-Vantaan Urheilijat        | ?:? n. V. (3:4 i. E.) | FC Dynamo Kerava                 |
| PK Keski-Uusimaa              | 3:1                   | Hyvinkään Palloseura             |
| FC Kasiysi Espoo              | 0:3                   | Nummelan Palloseura              |
| Nurmijärven Jalkapalloseura   | 4:0                   | Espoon Palloseura                |
| AC Vantaa                     | 3:0                   | Etelän-Espoon Pallo              |
| Ekenäs IF                     | 4:1                   | FC Espoo-2                       |
| Seinäjoen Sisu-Pallo          | 0:4                   | FC Korsholm Young Boys           |
| Vasa IFK Utveckling           | 3:2                   | Lapuan Virkiä                    |

## 3. Runde
|                                  | Ergebnis              |                                |
| -------------------------------- | --------------------- | ------------------------------ |
| Pohjois-Haagan Urheilijat-3      | 0:3                   | Savannan Pallo-2               |
| Virkkalan Kiri                   | 2:6                   | Pohjois-Haagan Urheilijat      |
| Lahen Pojat JS                   | ?:? n. V. (5:3 i. E.) | Imatran Pallo-Salamat          |
| Karhulan Peli-Karhut-2           | 0:5                   | Helsingin Palloseura           |
| Mikkelin Kissat                  | ?:? n. V. (2:4 i. E.) | PK Keski-Uusimaa               |
| Nurmijärven Jalkapalloseura      | 1:3                   | AC Vantaa                      |
| HDS Helsinki                     | ?:? n. V. (5:4 i. E.) | Herttoniemen Toverit           |
| Atletico Malmi                   | 0:4                   | PK-35 Vantaa                   |
| Pallo-Pojat Junioren             | 1:3                   | Pajamäen Pallo-Veikot          |
| PEPO Lappeenranta                | 3:4                   | Riipilän Raketissa             |
| Hyvinkään Apollo                 | 0:5                   | Savonlinnan Työväen Palloseura |
| Voikkaan Potkupallo Kerho        | 0:4                   | SexyPöxyt Espoo                |
| IF Gnistan-2                     | 0:2                   | Suurmetsän Urheilijat-2        |
| Ekenäs IF                        | ?:? n. V. (4:2 i. E.) | Nummelan Palloseura            |
| FC Dynamo Kerava                 | 7:1                   | BK-46 Karis Nk2                |
| Helsingin Ponnistus              | 1:0                   | Suurmetsän Urheilijat          |
| Kaarinan Pojat                   | 2:0                   | Euran Pallo                    |
| Toejoen Veikot                   | 0:3                   | Nokian Palloseura              |
| Naantalin VG-62                  | 1:0                   | Tampereen Pallo-Veikot-2       |
| Tampereen Peli-Toverit           | ?:? n. V. (3:5 i. E.) | Hämeenlinnan Härmä             |
| Jyrkkälän Tykit                  | 0:2                   | Maskun Palloseura              |
| SC Kuopio Futis-98               | 4:0                   | Jämsänkosken Ilves             |
| Karstulan Kiva                   | 1:6                   | Jyväskylän Seudun PS           |
| Savonlinnan Työväen Palloseura-2 | 0:4                   | SC Zulimanit                   |
| FC Korsholm Young Boys           | 1:2                   | Siilinjärven Palloseura        |
| Kokkolan Palloveikot Akatemia    | 6:1                   | FC-88 Kemi                     |
| Vasa IFK Utveckling              | 6:0                   | Kokkolan PS                    |
| Oulun Reipas                     | 0:2                   | AC Kajaani                     |

## 4. Runde
In dieser Runde stiegen die Mannschaften der zweiten (8) und dritten Liga (32) ein. Unterklassige Teams hatten Heimrecht.
|                                | Ergebnis              |                                 |
| ------------------------------ | --------------------- | ------------------------------- |
| Helsingin Ponnistus            | 0:6                   | Järvenpään PS                   |
| Tikkurilan PS                  | 0:2                   | FC Lahti                        |
| Savonlinnan Työväen Palloseura | 0:9                   | Mikkelin Palloilijat            |
| AC Vantaa                      | 0:4                   | FC Viikingit                    |
| Pohjois-Haagan Urheilijat      | 1:2                   | Sudet Kouvola                   |
| Lahen Pojat JS                 | 0:1                   | FC KooTeePee                    |
| Suurmetsän Urheilijat-2        | 1:8                   | Helsingfors IFK                 |
| Savannan Pallo-2               | 0:2                   | Lohjan Pallo                    |
| FC Dynamo Kerava               | 0:2                   | FC Kiffen 08 Helsinki           |
| Pajamäen Pallo-Veikot          | 2:3                   | Laajasalon Palloseura           |
| Helsingin Palloseura           | 1:3                   | FC Espoo                        |
| PK-35/VJS Vantaa               | 2:1                   | Malmin Palloseura               |
| FC Kuusysi                     | 2:1                   | Atlantis FC Edustus             |
| Kotkan Työväen Palloilijat     | 1:3                   | Klubi 04                        |
| HDS Helsinki                   | 1:0                   | FC Futura                       |
| PK Keski-Uusimaa               | 3:3 n. V. (2:4 i. E.) | Käpylän Pallo                   |
| Ekenäs IF                      | 4:2                   | PK-35 Vantaa                    |
| Riipilän Raketissa             | 2:5                   | IF Gnistan                      |
| SexyPöxyt Espoo                | 0:3                   | BK-46 Karis                     |
| Kaarinan Pojat                 | 0:1                   | Nokian Palloseura               |
| Maskun Palloseura              | 6:1                   | Musan Salama                    |
| FC Jazz Pori                   | 03:0 1                | Tampereen Pallo-Veikot          |
| Turun Toverit                  | 2:2 n. V. (5:6 i. E.) | FC Hämeenlinna                  |
| Hämeenlinnan Härmä             | 3:1                   | Tampereen-Viipurin Ilves Kissat |
| Naantalin VG-62                | 1:3                   | FC Vaajakoski                   |
| Ilves Tampere                  | 2:3                   | Pallo-Iirot Rauma               |
| Jyväskylän Seudun PS           | 2:3                   | SC Riverball                    |
| Siilinjärven Palloseura        | 0:4                   | Vihtavuoren Pamaus              |
| SC Kuopio Futis-98             | 1:1 n. V. (2:4 i. E.) | JIPPO Joensuu                   |
| SC Zulimanit                   | 1:0                   | Pallo-Kerho 37                  |
| Vasa IFK Utveckling            | 1:3                   | Seinäjoen JK                    |
| AC Kajaani                     | 0:0 n. V. (2:4 i. E.) | FC Santa Claus                  |
| Kokkolan Palloveikot Akatemia  | 1:2                   | Gamlakarleby BK                 |
| Jakobstads BK                  | 2:0                   | Haukiputaan Pallo               |

## 5. Runde
In dieser Runde stiegen die sechs Mannschaften ein, die im Ligapokal 2011 nach der Gruppenphase ausschieden. Unterklassige Teams hatten Heimrecht.
|                       | Ergebnis              |                       |
| --------------------- | --------------------- | --------------------- |
| Rovaniemi PS          | 0:1                   | Vaasan PS             |
| SC Zulimanit          | 1:2                   | Vihtavuoren Pamaus    |
| Maskun Palloseura     | 4:2                   | FC Vaajakoski         |
| SC Riverball          | 3:6 n. V.             | AC Oulu               |
| Jakobstads BK         | 6:0                   | Pallo-Iirot Rauma     |
| Gamlakarleby BK       | 4:3 n. V.             | FC Santa Claus        |
| Seinäjoen JK          | 4:0                   | FC Jazz Pori          |
| Mikkelin Palloilijat  | 0:1                   | JIPPO Joensuu         |
| FC Viikingit          | 0:1                   | IFK Mariehamn         |
| PK-35/VJS Vantaa      | 3:1                   | Klubi 04              |
| Hämeenlinnan Härmä    | 1:1 n. V. (3:4 i. E.) | IF Gnistan            |
| Lohjan Pallo          | 0:4                   | Haka Valkeakoski      |
| Laajasalon Palloseura | 4:1 n. V.             | Käpylän Pallo         |
| FC Kiffen 08 Helsinki | 0:1                   | FC Espoo              |
| Järvenpään PS         | 0:3                   | FC KooTeePee          |
| FC Kuusysi            | 1:3                   | FC Hämeenlinna        |
| HDS Helsinki          | 1:1 n. V. (3:5 i. E.) | Sudet Kouvola         |
| Ekenäs IF             | 1:1 n. V. (3:2 i. E.) | Helsingfors IFK       |
| BK-46 Karis           | 0:1                   | FC Lahti              |
| Nokian Palloseura     | 0:9                   | Myllykosken Pallo -47 |

## 6. Runde
In dieser Runde stiegen die vier Teams ein, die im Viertelfinale des Ligapokals 2011 ausschieden. Unterklassige Teams hatten Heimrecht.
|                       | Ergebnis              |                   |
| --------------------- | --------------------- | ----------------- |
| Laajasalon Palloseura | 0:8                   | IFK Mariehamn     |
| Vihtavuoren Pamaus    | 1:4                   | FF Jaro           |
| Ekenäs IF             | 0:2                   | Kuopion PS        |
| Myllykosken Pallo -47 | 2:0                   | AC Oulu           |
| PK-35/VJS Vantaa      | 2:0                   | FC Hämeenlinna    |
| Turku PS              | 2:2 n. V. (5:4 i. E.) | Vaasan PS         |
| JIPPO Joensuu         | 0:0 n. V. (4:2 i. E.) | Jakobstads BK     |
| FC Lahti              | 2:1                   | FC Espoo          |
| Inter Turku           | 0:0 n. V. (2:4 i. E.) | Haka Valkeakoski  |
| IF Gnistan            | 3:0                   | Sudet Kouvola     |
| Seinäjoen JK          | 3:0                   | FC KooTeePee      |
| Gamlakarleby BK       | 3:1 nb. V.            | Maskun Palloseura |

## 7. Runde
In dieser Runde stiegen die vier Mannschaften ein, die im Ligapokal 2011 das Halbfinale erreichten.
|                       | Ergebnis  |                  |
| --------------------- | --------- | ---------------- |
| IFK Mariehamn         | 1:0       | FC Honka Espoo   |
| PK-35/VJS Vantaa      | 0:8       | JJK Jyväskylä    |
| Seinäjoen JK          | 0:4       | HJK Helsinki     |
| IF Gnistan            | 2:6       | Kuopion PS       |
| Myllykosken Pallo -47 | 3:1       | FF Jaro          |
| Gamlakarleby BK       | 0:2       | Haka Valkeakoski |
| FC Lahti              | 2:0       | Turku PS         |
| JIPPO Joensuu         | 2:1 n. V. | Tampere United   |

## Viertelfinale
|                       | Ergebnis |               |
| --------------------- | -------- | ------------- |
| Myllykosken Pallo -47 | 1:2      | HJK Helsinki  |
| IFK Mariehamn         | 4:0      | JIPPO Joensuu |
| Haka Valkeakoski      | 0:2      | Kuopion PS    |
| FC Lahti              | 4:3      | JJK Jyväskylä |

## Halbfinale
|               | Ergebnis |            |
| ------------- | -------- | ---------- |
| IFK Mariehamn | 0:3      | Kuopion PS |
| HJK Helsinki  | 3:0      | FC Lahti   |

## Finale
| Paarung        | Kuopion PS – HJK Helsinki |
| Ergebnis       | 1:2 n. V. (0:0, 0:0) |
| Datum          | 24. September 2011 um 15:30 Uhr (14:30 Uhr MESZ) |
| Stadion        | Sonera Stadium, Helsinki |
| Zuschauer      | 5.125 |
| Schiedsrichter | Jouni Hyytiä |
| Tore           | 0:1 Jari Litmanen (108.) 0:2 Alexander Ring (116.) 1:2 Markus Joenmäki (119.) |
| Kuopion PS     | Mikko Vilmunen – Markus Joenmäki, Pyry Kärkkäinen, Tero Taipale, Joni Nissinen (4. Atte Hoivala) – Patrice Ollo, Alain Bono, Juho Nykänen (111. Olajide Williams) – Miikka Ilo, Dickson Nwakaeme, Ilja Venäläinen (61. Fikru Tefara) Cheftrainer: Esa Pekonen         |
| HJK Helsinki   | Ville Wallén – Rami Hakanpää, Mathias Lindström, Tuomas Kansikas, Mikko Sumusalo, Sebastian Sorsa (112. Cheyne Fowler) – Joel Perovuo, Alexander Ring – Erfan Zeneli (97. Aki Riihilahti), Akseli Pelvas (80. Jari Litmanen), Berat Sadik Cheftrainer: Antti Muurinen |
| Gelbe Karten   | Pyry Kärkkäinen, Dickson Nwakaeme – Tuomas Kansikas, Aki Riihilahti |